# 列宁斯科耶区
列宁斯科耶区（俄语：Ленинский район）是俄罗斯联邦犹太自治州下辖的一个区，其行政中心为列宁斯科耶。据2016年统计，该区的人口为18423人。